# Música tejana
La música tejana, tejano music o música tex-mex, es un término que se usa para referirse a un estilo musical bailable originario del noreste de México que fue adoptado por los texanos e introducido de manera cultural por los mexicanos de la región que forman Texas en Estados Unidos.

## Etimología
El término proviene de la conjunción de las palabras del idioma inglés Texan-Mexican (texano-mexicano). Existe también una cocina tex-mex.

## Historia
En 1690 los españoles colonizaron Texas, en la parte sur de Estados Unidos.
En 1718 fundaron San Antonio, como un punto de paso hacia las misiones del este de Texas.
En 1745 España colonizó la región que ahora es el valle del Río Grande (el río Bravo del lado mexicano) y de esa manera nació la cultura texana, de herencia española. La cultura texana estaba muy ligada a la cultura cajún. Estas semejanzas son evidentes aún en la actualidad.
En la década de 1850 alemanes, polacos y checos emigraron a Texas y México, llevando su estilo de música y baile. Llevaron consigo el vals, la polka y otros estilos populares, como la redova y la vasoviana.
La Revolución mexicana (1910-1917) forzó a muchos de esos europeos a dejar México y establecerse en el sur de Texas. Su música tuvo entonces una mayor influencia en los texanos. 
A principios del siglo XX, la principal actividad de los texanos consistía en la explotación de ranchos y la ganadería. La única diversión era el ocasional músico itinerante que llegaba a los ranchos y granjas. Sus instrumentos básicos eran la flauta, la guitarra y el tambor. Interpretaban canciones transmitidas de generación en generación que originalmente se cantaron en España o en México.
Entre esos intérpretes destacó Lydia Mendoza, quien fuera una de las primeras personas en grabar música en español, como parte de la ampliación de la división de la RCA, Race Records (‘discos raza’) en los años veinte. Conforme los músicos viajeros se trasladaban a zonas habitadas por alemanes, polacos y checos, empezaron a incorporar en sus creaciones el compás de dos por cuarto, cuyo sonido se describe con la expresión “chun-ta” (en inglés oom-pah).
Se considera que el término tex-mex nace a mediados de los años cuarenta en Alice (Texas), cuando Armando Marroquín (oriundo de Alice) y su amigo Paco Betancourt (de San Benito) fundan Ideal Records, una disquera local dedicada a grabar exclusivamente música tex-mex.
Bajo la dirección de Marroquín, la empresa constituyó el vehículo ideal para que los grupos y artistas de tex-mex hicieran llegar su música al público. Marroquín —dueño también de una compañía de sinfonolas— se encargó de que las grabaciones de Ideal se distribuyeran por todo el sur de Texas. Las canciones grabadas, que eran creaciones de compositores mexicanos y texanos, se hicieron muy populares gracias a las sinfonolas instaladas en restaurantes, cantinas y otros establecimientos, así como a través de los entonces muy escasos programas radiofónicos en español.
Un factor fundamental en la evolución de la naciente música norteña originaria de México y adoptada como Tex-Mex en Estados Unidos de América fue la mezcla de géneros tales como el corrido, la música de mariachi y los estilos europeos continentales (particularmente la polka, que habían introducido los colonos checos y alemanes a fines del siglo XIX).
En particular, el acordeón, que fue adoptado por los músicos populares texanos a principios del siglo XX, se volvió muy popular entre los músicos aficionados de Texas y el norte de México. Pequeñas bandas, denominadas «orquestas», que presentaban a músicos aficionados, se volvieron un elemento esencial en los bailes de la comunidad.
Narciso Martínez (1911-1992) le dio a la ejecución del acordeón un nuevo carácter de virtuosismo cuando en los años treinta adoptó el acordeón de botones de dos hileras, propio de la música norteña, de la cual recibió una gran influencia. Al mismo tiempo, formó un grupo con Santiago Almeida, quien tocaba el bajo sexto, una guitarra grave de 12 cuerdas, derivada de la bandurria española. Su nuevo estilo musical, llamado “conjunto”, pronto se convirtió en la música favorita de la clase trabajadora.
Flaco Jiménez (n. 1939), hijo de un acordeonista y nieto de un hombre que había aprendido a tocar este instrumento de un inmigrante alemán, siguió la tradición de virtuosismo en el acordeón iniciada por Martínez y él mismo se volvió un referente en la escena internacional del movimiento World Music de los años ochenta.
En los años cincuenta y sesenta, con el surgimiento del rock and roll y la música country, los conjuntos de tex-mex incorporaron la guitarra eléctrica y la batería. También, intérpretes como Little Joe añadieron elementos musicales del jazz y el rhythm and blues y letras con influencia política chicana.
Los años sesenta y setenta trajeron una nueva fusión de culturas y las primeras radiodifusoras de la onda tejana. La compañía Bego Records —del músico y productor texano Paulino Bernal, miembro del legendario Conjunto Bernal—, descubrió e introdujo en la escena musical al grupo norteño Los Relámpagos del Norte, con Ramón Ayala y Cornelio Reyna. La influencia tex-mex de sus primeras grabaciones dio pronto una gran popularidad a esta nueva agrupación, que tuvo una magnífica trayectoria hasta su desintegración, a mediados de los años setenta. Ramón Ayala sigue disfrutando el éxito a ambos lados de la frontera. Cornelio Reyna disfrutó una carrera muy exitosa como actor y cantante y reapareció en la escena del tex-mex con un gran éxito, en colaboración con el grupo tex-mex La Mafia. Hizo presentaciones constantemente hasta su muerte, en 1997.
A fines de los años ochenta y principios de los noventa, el grupo La Mafia, originario de Houston y ya con una docena de premios musicales en su haber, provocó que la música norteña mexicana se conociera en Estados Unidos de América como estilo tex-mex que habría de convertirse en el estándar de este género mexicano en Estados Unidos de América. La Mafia combinó un ritmo de estilo pop con el concepto mexicano de la cumbia y logró un éxito sin precedente en la industria del tex-mex, siendo el primer grupo tex-mex en vender más de un millón de álbumes, con Estás tocando fuego (1992).
Con una intensa serie de giras desde 1988, La Mafia abrió las puertas a artistas como: Selena, Emilio Navaira, Fama, Mazz, La Tropa F, Élida, Avante o Tex Mex Kings. Los instrumentos electrónicos y los sintetizadores empezaron a dominar el sonido y la música tex-mex empezó a atraer más a los seguidores bilingües del country y el rock. 
El impacto que tuvo la trágica muerte de la cantante de tex-mex Selena Quintanilla motivó que su música recibiera más atención del público estadounidense en general. Selena fue la primera artista de tex-mex en ganar un Grammy y su álbum Ven conmigo se convirtió en el primer álbum de una mujer latina que ganó el oro.
La música tex-mex suele bailarse en un estilo similar al de la música country, con giros diversos y avances de 2 pasos que se combinan con el baile tradicional mexicano de un solo paso. Generalmente, si una persona sabe bailar música country, podrá fácilmente integrarse a una pista de baile de música tex-mex. Al igual que en la música country, los que bailan tex-mex van avanzando alrededor de la pista en rotación contra las manecillas del reloj.
Desde 1998 la música llamada tex-mex ha experimentado un declive en las estaciones de radio de todo Estados Unidos, debido principalmente al aumento de la inmigración de trabajadores mexicanos, más propensos a los géneros originales como el norteño y banda sinaloense. Actualmente son pocas las estaciones de radio que mantienen su programación original, lo que hace difícil que los artistas de tex-mex difundan sus creaciones. Aunque con eso ha aumentado la popularidad de la radio de Internet que transmite música tex-mex, el número de fanes de este género parece no aumentar en realidad, porque esta música ha dejado de difundirse por las estaciones de radio y televisión, de penetración masiva.

## Tipos de formaciones y variedad de sonido
Es importante entender que la música tex-mex tiene varios tipos de sonido (pop, progresiva de tex-mex y urbana) y de formaciones. Los tres tipos de formaciones principales son:
- Conjunto: un conjunto de tex-mex está compuesto de bajo, batería, acordeón y bajo sexto. Ejemplos: Esteban Steve Jordan Jordán, Ángel Flores y los Alacranes, Valerio Longoria, Los Fantasmas del Valle, The Hometown Boys, Tony de La Rosa.
- Orquesta: compuesta de bajo, batería, guitarra eléctrica, acordeón, sintetizador, y una sección de metales (de la cual depende mucho el sonido de la orquesta). En algunos momentos puede también sonar un acordeón. Ejemplos: Rubén Ramos, The Texas Revolution, Rubén Vela, Jaime de Anda y los Chamacos, Albert Zamora, Sunny Sauceda, también se le conoce a este tipo como Conjunto Progresivo.
- Banda moderna: sintetizadores, batería, guitarra eléctrica, bajo, acordeón y en ocasiones saxofón. Su sonido depende mucho del sintetizador. Ejemplos: Jay Pérez, Jimmy González y Grupo Mazz, Selena y Los Dinos, Shelly Lares, David Lee Garza, Joe Posada, David Mares, Juan P. Moreno etc. Estos últimos tienen sonidos más variados debido a la combinación de ritmos tanto de cumbia, salsa, jazz, blues y el norteño.

## Evolución del sonido
Con el teclado eléctrico, la batería y el bajo sexto, los músicos de tex-mex tienen ahora un sonido que pueden llamar propio. En los años cuarenta, Valerio Longoria introdujo la letra a la música de conjunto, además de establecer el reclamo del tex-mex para este nuevo sonido. La música tex-mex retuvo algunas de sus raíces de los viejos estilos europeos. Las polcas y los valses eran muy populares y también era muy popular el hábito de bailar en círculos alrededor de la pista de baile. También se puede notar que el country se baila de la misma manera, pero solamente en Texas.
En los años 50, Isidro López revolucionó aún más el sonido tejano, haciendo menos énfasis en la tradición española que usaba Valerio, usando en su lugar el nuevo tex-mex. Esto creó un nuevo sonido y nos llevó más cerca al sonido que tenemos en la actualidad. En los años 60 y 70, Little Joe and the Latinairs (después llamados La Familia) y otros introdujeron el sonido orquesta al sonido tejano, tomando sus influencias del pop, rhythm & blues y otras formas de música. En los finales de los setenta y principios de los años ochenta, Joe López, Jimmy González y el Grupo Mazz (nativos de Brownsville) introdujeron los teclados al sonido tejano, influenciados por el sonido disco de esa época.

## Artistas
Algunos de los más grandes artistas y bandas de las últimas dos décadas incluyen a:
- Grupo Frontera
- Selena Quintanilla
- Stefani Montiel
- Roberto Pulido
- David Lee Garza
- Jay Pérez
- Laura Canales
- Elsa García
- Jaime y Los Chamacos
- Patsy Torres
- Shelly Lares
- Conjunto Oro
- Grupo La Sombra
- Duelo
- Intocable
- Grupo La Firma
- Grupo Límite
- David Marez
- Gary Hobbs
- Grupo Fama
- Pete Astudillo
- Ram Herrera
- La Diferenzia
- Xelencia
- Michael Salgado
- Javier Molina
- La Fiebre
- Los Palominos
- San Anto Boys
- Jennifer Peña
- Grupo Sólido
- Stephanie Lynn
- Jean Le Grand
- Bobby Pulido
- Elida Reyna
- Alma Pulido
- Mister Gato
- Priscila y sus Balas de Plata
- Los Hometown Boys
- Grupo Mazz
- Zayda y Los Culpables
- Los García Brothers
- Fandango USA
- Emilio Navaira
- Grupo Siggno
- La Mafia
- El Plan
- La Fievre Looka

Artistas clásicos como David Lee Garza y Jay Pérez exhiben una influencia de música country, funk, blues y rock.
En los últimos años, se ha incrementado la influencia mexicana en la música tex-mex, resultando en un sonido más parecido a la norteña. El acordeón, que era históricamente un instrumento popular en la música tex-mex, ha pasado de ser instrumento secundario a uno imprescindible. Actualmente, enfatizan el uso del acordeón: Los Chamacos, Sunny Sauceda, Eddie Gonzáles y La Tropa F.

## Influencia
A comienzos del siglo XXI, la influencia de la música tex-mex ha declinado en parte debido a: el decremento de su promoción, el crecimiento de la música regional mexicana y otra música latinoamericana, la desintegración o retiro de intérpretes establecidos y el surgimiento de pocos nuevos intérpretes. La mayoría de los artistas tex-mex que interpretaban en los años noventa durante la cúspide de su música y que siguen actuando raramente captan la atención de la mayor parte del público en años recientes. A pesar de eso, la música tex-mex de hoy, está más orientada hacia el pop que sus raíces de era de la gran depresión, permanece como un vital estilo regional en algunas comunidades mexicano-estadounidenses, así como en otras partes de Estados Unidos.

## Artistas influenciados
El término tex-mex se usa también en el rock estadounidense para los intérpretes influenciados por este ritmo, como:
- Sir Douglas Quintet
- Sam the Sam and the Pharaons
- The Mars Volta
- Sunny and the Sunliners
- Louie and the Lovers
- The Camps con Tequila
- los Texas Tornados
- Flaco Jiménez
- Freddy Fender
- Augie Meyers
- y Doug Sahm
- Ceceilia con Viva Texas
- Los Lonely Boys

El compositor sueco-estadounidense Sven-David Sandstrom ha incorporado la estilística de la música tex-mex a su música clásica. Además, el acordeón tejano también ha influido a músicos de trikitixa vasca.
Los Lobos es una banda de rock mexicano-estadounidense del este de Los Ángeles (California, Estados Unidos) fuertemente influenciado por el rock and roll, el tex-mex, la música country, el folk, el blues y la música española/mexicana tradicional como el bolero y la norteña. El vocalista/guitarrista David Hidalgo y el baterista Louie Pérez se reunieron en la Escuela Secundaria Garfield en el este de Los Ángeles, y se unieron a través de su afinidad mutua de los actos musicales oscuros como Fairport Convention, Randy Newman y Ry Cooder.